# مایکل گرانت تری
مایکل گرانت تری (انگلیسی: Michael Grant Terry؛ زادهٔ ۳۰ اوت ۱۹۸۴) یک هنرپیشه اهل ایالات متحده آمریکا است. وی از سال ۲۰۰۵ میلادی تاکنون مشغول فعالیت بوده‌است.

## گزیده فیلمشناسی
از فیلم‌ها یا برنامه‌های تلویزیونی که وی در آن نقش داشته‌است می‌توان به آثار زیر اشاره کرد.
- پست‌گرد (۲۰۰۹)
- ورونیکا مارس (مجموعه تلویزیونی) (۲۰۰۶)
- سی‌اس‌آی: نیویورک (۲۰۰۶)
- استخوان‌ها (مجموعه تلویزیونی) (۲۰۰۸–۲۰۱۷)
- ذهن‌های مجرم (۲۰۱۰)
- سی‌اس‌آی (۲۰۱۱)
- کسل (مجموعه تلویزیونی) (۲۰۱۲)
- گریم (مجموعه تلویزیونی) (۲۰۱۲)
- ان‌سی‌آی‌اس (۲۰۱۳)